# Martin Luther King Jr. Memorial Library
Die Martin Luther King Jr. Memorial Library (MLKML) ist eine Teilbibliothek der District of Columbia Public Library (DCPL) in Washington, D.C. Sie wurde 1972 nach Entwürfen des Architekten Ludwig Mies van der Rohe als 37,000 m² große Stahl-, Glas- und Ziegelkonstruktion mit einem Budget von 18 Millionen Dollar errichtet. Die Martin Luther King Jr. Memorial Library wurde am 22. Oktober 2007 als Baudenkmal in das National Register of Historic Places aufgenommen. Im Bestand befinden sich Bücher, Zeitungen, Karten, Fotografien, digitale Medien usw. zur Geschichte von Washington, D.C. sowie zur Geschichte der Afroamerikaner.